# Dekanat Poprad
Dekanat Poprad (sł.:Popradský  dekanát) – jeden z 14 dekanatów w rzymskokatolickiej diecezji spiskiej na Słowacji.

## Parafie
W skład dekanatu wchodzi 17 parafii:
1. parafia Wszystkich Świętych – Batyżowice
2. parafia św. Marcina – Łuczywna
3. parafia św. Małgorzaty Antiocheńskiej – Młynica
4. parafia Zwiastowania Pańskiego – Nowa Leśna
5. parafia Siedmiu Boleści NMP – Poprad
6. parafia św. Cyryla i Metodego – Poprad–Południe
7. parafia św. Stefana – Poprad–Matejowce
8. parafia św. Jerzego – Poprad–Spiska Sobota
9. parafia św. Jana Chrzciciela – Poprad–Straże pod Tatrami
10. parafia św. Jana Ewangelisty – Poprad–Wielka
11. parafia Najświętszej Trójcy – Spiska Cieplica
12. parafia św. Józefa Rzemieślnika – Świt
13. parafia św. Andrzeja – Szczyrba
14. parafia św. Mikołaja – Szuniawa
15. parafia św. Andrzeja – Wielki Sławków
16. parafia rzymskokatolicka – Wysokie Tatry

## Sąsiednie dekanaty
Kieżmark, Liptowski Mikulasz, Spišský Štiavnik. Dekanat graniczy także z położonymi na terenie Polski dekanatem Zakopane (arch. krakowska)